# Casa de Cultura Josué Montello
A Casa de Cultura Josué Montello (CCJM) é uma instituição pública, localizada em São Luís, Maranhão, dedicada à guarda, preservação e divulgação dos acervos relacionados à vida e obra do renomado escritor maranhense Josué Montello. A instituição foi fundada com o objetivo de disponibilizar às novas gerações o vasto conhecimento literário e cultural que o autor acumulou, refletindo seu desejo de oferecer ao público o que ele próprio não teve acesso na adolescência: uma biblioteca e um acervo de qualidade.

## História
A Casa foi inaugurada como uma homenagem ao escritor e jornalista Josué Montello. Embora uma biblioteca com seu nome tenha sido inaugurada em 1997, a Casa de Cultura em si completou cerca de 40 anos de fundação por volta de 2021-2022, o que a situaria como tendo sido fundada por volta de 1981-1982. O próprio Josué Montello esteve envolvido na fundação da instituição e doou seu vasto acervo pessoal para ela.

## Acervo
O acervo é constituído por três espaços principais: uma biblioteca, um arquivo e um museu, todos voltados para o legado de Josué Montello.
- Biblioteca: Contém mais de 50.000 títulos e publicações bibliográficas, incluindo a biblioteca pessoal de Josué Montello, composta por livros que o ajudaram a realizar sua vocação literária. A biblioteca também possui doações de outros escritores e é aberta para pesquisa e leitura pública.
- Arquivo: Abriga cerca de 40.000 documentos, que são frequentemente procurados por pesquisadores interessados na vida de Josué Montello. Este acervo inclui manuscritos de seu primeiro livro (lançado em 1941), correspondências com outros autores reconhecidos, ofícios e declarações de quando ocupou cargos de representação internacional e como presidente da Academia Brasileira de Letras.
- Museu: O Museu Josué Montello é composto por aproximadamente 3.000 peças museológicas que pertenceram ao escritor. Entre os itens expostos estão medalhas, troféus, colares de academias, quadros, um busto da Academia Brasileira de Letras, objetos pessoais, certificados, fotografias e vestuários, como seus fardões. Há também um espaço que reproduz a sala do apartamento de Josué Montello, com itens e posições originais, fotografias, seu último fardão e máquina de escrever, além de sua paixão por caricaturas e charges.